# Chic Johnson
Chic Johnson (15 de marzo de 1891 – 28 de febrero de 1962) fue un comediante y artista de vodevil de nacionalidad estadounidense, miembro del dúo cómico Olsen and Johnson, y conocido por su risa aguda y extrañamente contagiosa.

## Primeros años
Su verdadero nombre era Harold Ogden Johnson, y nació en una familia de origen sueco en Chicago, Illinois. Sus  padres eran John M. y Matilda C. (Carlson) Johnson. A pesar de las diferentes referencias que afirman que su fecha de nacimiento fue el 15 de marzo de 1891, es más probable que naciera el 5 de marzo de 1896, fecha que figura en su certificado de defunción expedido por el estado de Nevada.  

## Carrera
Chic Johnson estudió piano clásico en el Chicago Musical College, dejando el centro para buscarse la vida como pianista de ragtime en varios cabarets y locales de vodevil del área de Chicago. Tocaba el piano cuando conoció a su compañero en el mundo del espectáculo, Ole Olsen, un violinista, con el que fue contratado para tocar en un mismo grupo musical. Tras disolverse esa formación empezaron a hacer comedia, y en 1918 ya eran primeras figuras del vodevil.
Olsen y Johnson consiguieron ser contratados por Warner Bros. en 1930 para actuar como personajes cómicos en diferentes musicales, entre ellos Oh, Sailor Behave (1930), Gold Dust Gertie (1931) y el film en Technicolor Fifty Million Frenchmen (1931), adaptación del musical de Cole Porter. Desafortunadamente, en 1931 hubo una pérdida de audiencia de los musicales, y sus últimas dos películas con la Warner se estrenaron sin música, con malos resultados a causa de ello. En 1936 protagonizaron Country Gentlemen y en 1937 All Over Town, ambas producciones de Republic Pictures.
Finalizado su contrato, el dúo volvió a la escena. En 1938 produjeron la revista representada en Broadway Streets of Paris, en la que actuaba Bobby Clark y en la que se presentaba a la pareja cómica formada por Bud Abbott y Lou Costello a los espectadores de Broadway. 
Su mayor triunfo fue como actores y productores de Hellzapoppin', una revista representada en el circuito de Broadway, estrenada en el Teatro 46th Street el 22 de septiembre de 1938, y que tuvo un total de 1,404 representaciones. A pesar de una tibia acogida crítica, fue un éxito de público, gracias en parte a la influencia del columnista y presentador de radio Walter Winchell.
A Hellzapoppin' le siguieron otros dos éxitos en Broadway. Sons o’ Fun se estrenó el 1 de diciembre de 1941, seis días antes del ataque a Pearl Harbor, y se mantuvo durante unas impresionantes 742 representaciones. Laffing Room Only se estrenó el 23 de diciembre de 1944 y se tuvo unas respetables 232 representaciones. 
Hellzapoppin' se versionó para el cine en un film estrenado en 1941. Ayudados por Nat Perrin, guionista de los Hermanos Marx, Olsen y Johnson utilizaron la película como una oportunidad de satirizar Hollywood. La cinta, una película dentro de una película dentro de una obra dentro de una película, adelantó un estilo de comedia que posteriormente podría verse en los filmes de Mel Brooks, en ¿Quién engañó a Roger Rabbit? y en la serie televisiva Mystery Science Theater 3000. La película es también conocida por tener el que muchos consideran el mejor ejemplo de baile swing nunca llevado al cine, ejecutado por los Whitey's Lindy Hoppers (aquí acreditados como los Harlem Congeroo Dancers) con Frankie Manning.
La carrera hollywoodiense de Olsen y Johnson fue una sucesión de fallos y aciertos. Hellzapoppin’ siguió a una serie de producciones anteriores fallidas, y tras ella llegó la mucho menos inspirada Crazy House, a continuación de la cual produjeron la extremadamente salvaje Ghost Catchers. Llena de efectos especiales y estrellas invitadas, uno de los gags más inspirados de la película ocurría durante una sesión de espiritismo, en la cual la formal y correcta Gloria Jean se ve sorprendida cuando el espíritu de un playboy fallecido entra en la habitación.

## Últimos años
Tras su última película como protagonistas, See My Lawyer estrenada en 1945, el dúo pasó sin éxito a la televisión con el show Fireball Fun-For-All, un programa veraniego sustituto de Texaco Star Theater, de Milton Berle. También intentaron volver a Broadway con una revista, Pardon Our French, pero el show no tuvo éxito, por lo cual ambos se retiraron parcialmente. 
Al convertirse Las Vegas en un centro para el entretenimiento y el juego, Olsen y Johnson consiguieron encontrar trabajo estable, hasta que Johnson se encontró demasiado enfermo para actuar. Chic Johnson falleció a causa de un fallo renal el 26 de febrero de 1962 en Las Vegas, Nevada. Fue enterrado en el Cementerio Palm Memorial Gardens de Las Vegas, Nevada en una tumba contigua a la de Ole Olsen.